# Minucella leucomaculatus
Minucella leucomaculatus är en insektsart som beskrevs av Li och Zhang 2006. Minucella leucomaculatus ingår i släktet Minucella och familjen dvärgstritar. Inga underarter finns listade i Catalogue of Life.